# Pyrene flava
Pyrene flava, tên tiếng Anh: yellow, là một loài ốc biển, là động vật thân mềm chân bụng sống ở biển trong họ Columbellidae.

## Miêu tả
Loài này có kích thước giữa 12 mm and 25 mm

## Phân bố
Chúng phân bố ở Biển Đỏ và ở Ấn Độ Dương dọc theo Madagascar, Tanzania and ở hải vực Ấn Độ Dương-Tây Thái Bình Dương.